# Gle Api
Gle Api är en kulle i Indonesien.   Den ligger i provinsen Aceh, i den västra delen av landet, 1 800 km nordväst om huvudstaden Jakarta. Toppen på Gle Api är 126 meter över havet.
Terrängen runt Gle Api är varierad. Havet är nära Gle Api åt nordväst. Runt Gle Api är det ganska tätbefolkat, med 155 invånare per kvadratkilometer. I omgivningarna runt Gle Api växer i huvudsak städsegrön lövskog.